# 아쉬칸 데자가
세예드 아슈칸 데자가(페르시아어: اشكان دژآگه, Seyed Ashkan Dejagah, 1986년 7월 5일 ~ )는 이란의 전 축구 선수로, 과거 이란 축구 국가대표팀에서 공격형 미드필더와 윙어로 뛰었다.